# Могила Неизвестного солдата (Афины)

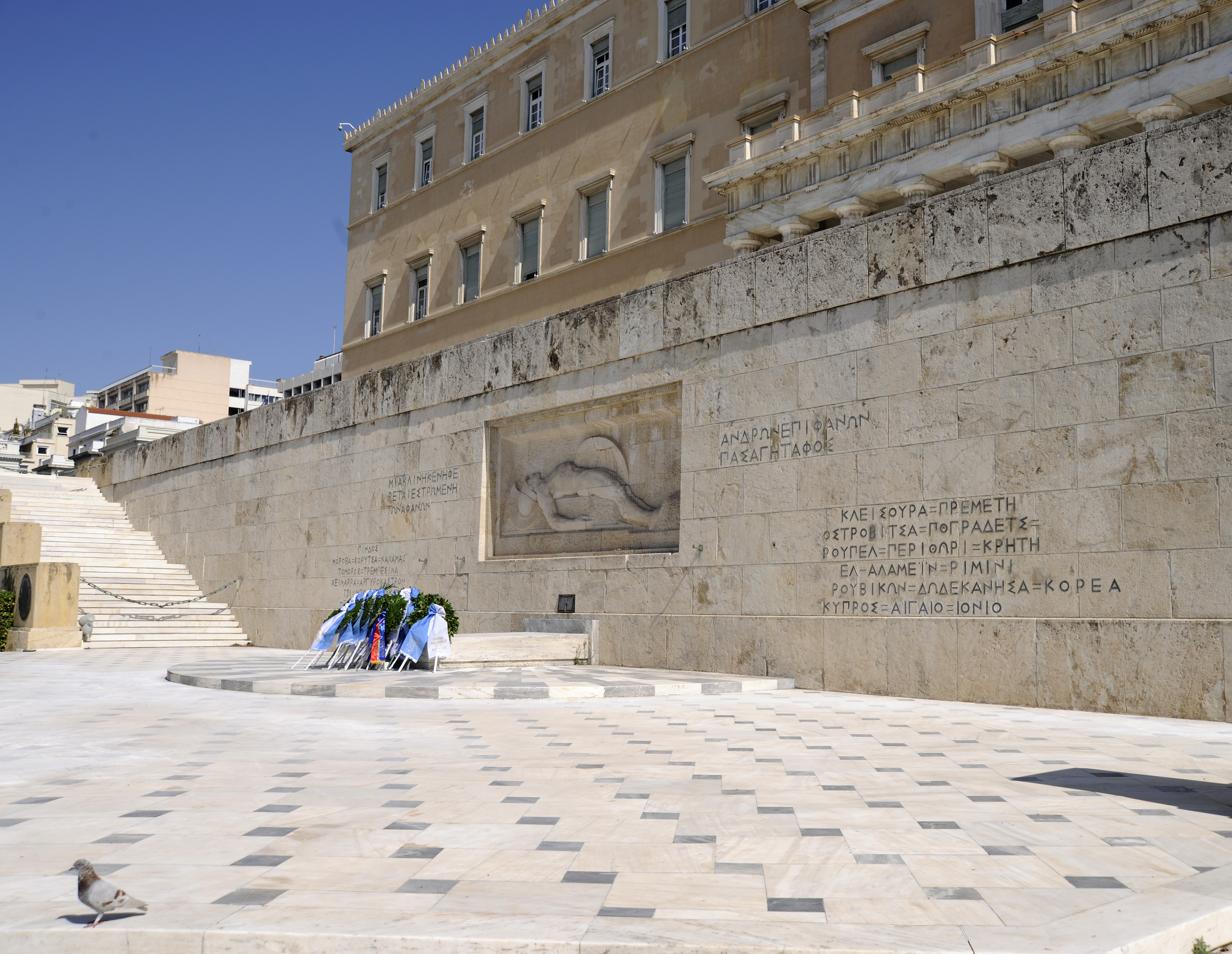
Общий вид мемориала

Могила Неизвестного солдата (греч. Μνημείο του άγνωστου στρατιώτη) — национальный военный мемориальный комплекс, расположенный в центре столицы Греции — г. Афины на площади Синтагматос напротив бывшего Королевского дворца, у подножия лестницы, ведущей в здание Парламента Греции.
Представляет собой кенотаф, посвященный всем защитникам страны, павшим в боях с противником. Сооружен в 1930—1932 годах по проекту скульптора Фокиона Рока. Открыт 25 марта 1932 года, в день Национального дня Греции, в честь начала войны за независимость в 1821 году.
Почётный караул у Могилы Неизвестного солдата несут эвзоны Президентской гвардии.

## Описание
Мемориал является элементом городской композиции, выполненный в традициях классицизма, в сочетании с духом арт-деко и символическими ссылками к античной Греции и представляет собой крупномасштабную П-образную поддерживающую стенку из известняка.
В центре всего военного мемориала — скульптура, изображающая обнаженную мужскую фигуру воина — гоплита. В левой руке он держит круглый щит, на голове древний шлем, с лицом, обращенным в сторону, чтобы походить на древнюю монету. Фигура гоплита производит впечатление, что воин отдыхает и готов встать.

### Надписи
С обеих сторон фигуры гоплита начертаны строки из «Истории» Фукидида.
Слева: ΜΙΑ ΚΛΙΝΗ ΚΕΝΗ ΦΕΡΕΤΑΙ ΕΣΤΡΩΜΕΝΗ ΤΩΝ ΑΦΑΝΩΝ («И одна постель остаётся пустой для неизвестных»)
Справа: ΑΝΔΡΩΝ ΕΠΙΦΑΝΩΝ ΠΑΣΑ ΓΗ ΤΑΦΟΣ («Мужей прославленных любая земля могила»).
Слева на ступенях перечислены сражения Первой и Второй балканской войны и Первой мировой войны:
- Эласон, Сарантапоро — Лазарадес, Перевал Порта, Катерини, Сорович

- Янница, Салоники, Островон[англ.], Корча[англ.]

- Песта, Грибово, Пенде-Пигадия[англ.], Превеза

- Аэторрахи[англ.], Манолиасса, Бизани, Дрискос[англ.]

- Килкис — Лаханас, Беласица, Кресненское ущелье

- Пецово, Неврокоп, Баница[болг.], Махомея

- Голобило, Сборско, Преслап, Црна

- Равине, Монастири, Скра-ди-Леген, Стримон, Дойран, Беласица, Гран-Куронне, Дзена

Справа на ступенях перечислены сражения периода военной интервенции в России и Второй Греко-турецкой войны:
- Херсон, Сербка, Одесса, Севастополь

- Эрдек, Айдын, Бурса Филадельфия

- Думлупынар, Кютахья, Эскишехир

- Афьонкарахисар, Сакарья — Кале Грото

В центральной части мемориала перечислены сражения Второй мировой войны и послевоенного периода.
Слева: Пинд, Морова-Иван, Корча, Элеа-Каламас — Томорос, Требешина, Химара, Гирокастра, Высота 731, Бубеси, Калпаки, Средиземное море, Атлантический океан
Справа: Кельцюра, Пермети, Островица, Поградец, Рупель Перитори, Крит, Эль-Аламейн, Римини, Рубикон, Додеканес, Корея, Кипр, Эгейское море, Ионическое море

## Фотографии
| - Центральная части мемориала - Декоративный щит - Названия битв, начертанных на монументе - Почётный караул у Могилы Неизвестного солдата |